# Charles Péquin
Charles Étienne Péquin (1879-1963) est un artiste peintre français.

## Biographie
Charles Étienne Pequin est le fils de Léon Hippolyte Pequin, manufacturier filateur à Hucheloup, maire de Cugand, président de la chambre de commerce de La Roche-sur-Yon (1892-1900), et d'Anne-Françoise Brindejonc.
Élève aux Beaux-Arts de Paris, inscrit dans l'atelier de Jean-Paul Laurens, Péquin expose au Salon des artistes français en 1904, 1905, 1907 et 1908, des paysages, des scènes de genre, des nus et des portraits. Il est au Salon d'automne de 1906, où la presse remarque ses qualités de coloriste, une sincérité et un savoir peu commun, puis à celui de 1911. Par la suite, il expose aux Indépendants et fait partie de la grandes rétrospective Les Maîtres de l'Art indépendant 1895-1937 organisée par Raymond Escholier pour l'exposition universelle de 1937 au Petit Palais,.
Le premier galeriste parisien à montrer le travail de Péquin fut Eugène Blot (1857-1938). Dans son Histoire de l'Art, Élie Faure exalte son œuvre marquée par Cézanne, la qualité de ses natures mortes, et souligne l'« impression immédiatement musicale, mais alors moins éclatante, voilée, intime comme une musique de chambre [...], les puretés et les sonorités du violoncelle sur une masse harmonique solide comme un monument ».

## Collections publiques
- Hommage à Corot, huile sur toile, 73 × 91,5 cm, avant 1937, Paris, Centre national d'art et de culture Georges-Pompidou.
- La Cheminée, huile sur toile, 60 × 72,5 cm, s.d., MUDO - Musée de l'Oise[9].
- Portrait de M. Claude Guillon-Verne, huile sur toile, 131 × 97,5 cm, avant 1935, musée d'Arts de Nantes[10].
- Nus assis, huile sur toile, 128 × 135 cm, s.d., musée d'Arts de Nantes.
- Série de dessins, s.d., musée d'Arts de Nantes.